# Aberdeenshire
Aberdeenshire (en gaèlic escocès:Siorrachd Obar Dheathain, en Scots: Aiberdeenshire, és una de les 32 circumscripcions administratives (authority council area) d'Escòcia i una lieutenancy area.
Actualment l'Aberdeenshire council area no inclou la ciutat d'Aberdeen, que és un council area separat, d'on deriva el seu nom.
La seu del Aberdeenshire Council és a Woodhill House, a Aberdeen; Aberdeenshire limita amb Angus i Perth and Kinross al sud i Highland i Moray a l'oest.

## Demografia
La council area té una població de 236.260 habitants, representa el 4,6% del total d'Escòcia. Les 12 poblacions més grans són (estimació de població del 2011):
- Peterhead (17.873)[3]
- Inverurie (12.447)[4]
- Fraserburgh (12.446)[5]
- Westhill (11.274)[6]
- Stonehaven (10,451)[7]
- Ellon (9.663)[8]
- Portlethen (7.327)[9]
- Banchory (7,111)[10]
- Turriff (4.804)[11]
- Huntly (4.461)[12]
- Banff (3.931)[13]
- Macduff (3.711)[14]

## Hidrologia i clima
Hi ha molts rius a Aberdeenshire, incloent Cowie Water, Carron Water, Burn of Muchalls, River Dee, River Don, River Ury, River Ythan, Water of Feugh, Burn of Myrehouse, Laeca Burn i Luther Water. Els estius són suaus (menys de 15 °C de mitjana) i els hiverns típicament freds (però amb temperatura mitjana per sobre de 0 °C). A les costes hi ha boires.